# شهرستان دانلی (تگزاس)

موقعیت شهرستان در ایالت تگزاس

دانلی یکی از شهرستان‌های ایالت تگزاس می‌باشد.
این شهرستان در شمال این ایالت است.
جمعیت این شهرستان در سال ۲۰۱۰ میلادی معادل ۳۶۷۷ نفر بود.